# 連紋袖弄蝶
連紋袖弄蝶（學名：Notocrypta feisthamelii），又名熱帶黑挵蝶、漣紋黑弄蝶 (蘭嶼亞種)、菲律賓連紋黑弄蝶、連紋袖弄蝶菲律賓亞種。

## 描述
中型弄蝶，體色深暗。身體背側為黑褐色，腹側呈灰褐色。前翅呈三角形，後翅臀部略為突出。翅面底色為黑褐色。
前翅具一條明顯的斜白帶，帶外側排列四至五枚白色小斑。後翅無明顯斑紋。翅腹面布有深淺不一的紫色紋理，白斑排列與背面相似。緣毛為黑褐色。

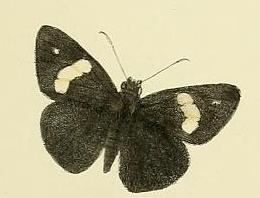
Notocrypta feisthamelii alysos (Moore, 1866)

## 分佈
在臺灣地區，本種分佈於臺東蘭嶼，而另一亞種 arisana 則分布於臺灣本島。至於臺灣以外的地區，亞種 alinkara 可見於菲律賓一帶。

## 棲地
棲息於熱帶雨林及海岸林中，成蟲飛行活潑迅速，具有訪花習性，幼蟲則以薑科的呂宋月桃為食。